# Frescobaldi
Frescobald（フレスコバルディ）は、楽譜作成ソフトウェアGNU LilyPond向けのエディタ(統合開発環境)である。強力だが、軽量で簡単に使えることを目指して開発されている。
Frescobaldiは自由ソフトウェアであり、GPLによってライセンスされている。
メジャーなOSであるLinux、Windows、macOS上で動作するように作られている。
ソフトウェアの名称はバロック時代初期の作曲家である「ジローラモ・フレスコバルディ」にちなんで名付けられた。
FrescobaldiはPythonで書かれており、ユーザーインターフェースはPyQtを用いて開発されている。

## 特徴
- シンタックスハイライトと自動補完機能を備えたテキストエディタ
- 楽譜のプレビュー
- LilyPondで生成されたMIDIファイルを視聴するためのプレーヤー
- 新規楽譜を作成するためのセットアップウィザード
- テンプレート、スクリプト、またはスニペットを保存できるスニペットマネージャ
- 複数のバージョンのLilyPondから適切なバージョンの自動選択
- 組み込みのLilyPondドキュメントブラウザとヘルプの搭載
- 設定可能な色、フォント、キーボードショートカット
- 次の言語に翻訳されている：オランダ語、英語、フランス語、ドイツ語、イタリア語、チェコ語、ロシア語、スペイン語、ギリシア語、トルコ語、ポーランド語

## 機能
- 楽譜の入れ替え
- LilyPondにおける音階の記譜法について「相対的」なものと「絶対的」なものの変換
- 音階名に使用される言語の変更
- リズムの変更（ダブル、ハーフ、ドットの追加/削除、コピー、ペーストなど）
- 辞書による歌詞のハイフネーション機能
- スパナ[1]等の発想記号の追加
- convert-lyコマンド使用時の異なるLilyPondバージョン変換における変更点の表示